# 鉤蕨屬
鈎蕨屬（學名：Hamatophyton）是蕨類植物門之下的一個現已滅絕屬，有分類歸入歧葉目（Hyeniales），亦有分類歸入楔葉目（Sphenophyllales）。

## 分類
鈎蕨屬與其他楔葉目物種最獨特的分別，在於其初生木質部的尖端周圍沒有次生木質部。

## 物種
本屬現時只有一種植物，就是鈎蕨（Hamatophyton verticillatum），已滅絕。